# Sinkhole
Sinkhole (en hangul: 싱크 홀; RR: Singkeuhol) es una película surcoreana de 2021, dirigida por Kim Ji-hoon y protagonizada por Cha Seung-won, Kim Sung-kyun, Lee Kwang-soo y Kim Hye-jun. 

## Sinopsis
Park Dong-won (Kim Sung-kyun) y su familia se mudan a una casa comprada después de once años de trabajo. Organizan una fiesta de inauguración e invitan a sus amigos. Un fuerte aguacero durante la noche crea un gigantesco sumidero y, en tan solo un minuto, engulle la casa con la gente dentro. En el fondo de la sima, Park, su vecino Jeong Man-soo (Cha Seung-won) y los invitados tienen que encontrar una salida. Pero la lluvia arrecia llenando el sumidero de agua. Deben encontrar una solución antes de que se acabe el tiempo.

## Reparto
- Cha Seung-won como Jeong Man-soo, un residente que lucha día y noche para criar a su hijo solo.[5]
- Kim Sung-kyun como Park Dong-won.[6]
- Lee Kwang-soo como Kim Seung-hyeon.[7]
- Kim Hye-jun como Eun-joo.[8]
- Kim Hong-pa como el jefe de departamento Seo.
- Ko Chang-seok como capitán de rescate.
- Kwon So-hyun como Yeong-i.[9]
- Nam Da-reum como Seung-tae, un hijo que no se lleva bien con su padre.[10]
- Lee Hak-joo.
- Kim Jae-hwa.
- Han Tae-rin como Ahn Hyo-jeong.
- Jeon Eun-mi como la abuela de la hija de la Sra. Oh.
- Oh Ja-hun como Seong-hoon.
- Na Chul.

## Producción
En agosto de 2019, Double SG Company confirmó la aparición de Nam Da-reum.
El 14 de agosto de 2019 se realizó la primera lectura y examen de guion. El rodaje comenzó el 27 de agosto, en la escuela primaria Seongwon en Chuncheon y en los estudios de cine Bomnae.

## Estreno
La película estaba programada para estrenarse en las vacaciones de Chuseok de 2020, pero el estreno se pospuso debido al agravamiento de la pandemia de COVID-19.
Showbox cerró acuerdos de preventa de la película en Taiwán (MovieCloud), Hong Kong (Edko Films), Indonesia (Falcon), Filipinas (MVP Viva), Singapur, Malasia, Brunéi, Vietnam, Laos, Myanmar, Camboya. y Timor Oriental (Encore Films).
La película fue invitada a la sección Piazza Grande del 74.º Festival de Cine de Locarno que se llevó a cabo del 4 al 14 de agosto. Tuvo su estreno mundial en el festival de cine el 6 de agosto. Se estrenó en cines el 11 de agosto de 2021 en Corea del Sur.
Sinkhole fue seleccionada como película de cierre en el 20º Festival de Cine Asiático de Nueva York y se proyectó el 22 de agosto en Silas Theatre y SVA Theatre. También fue invitado en el 27.º Festival de Cine de Sarajevo, que se llevó a cabo del 13 al 20 de agosto de 2021. Se exhibió en la categoría 'Kinoscope' del festival.

## Recepción

### Taquilla
La película fue lanzada el 11 de agosto de 2021 en 1603 pantallas. Según la red informática integrada del Korean Film Council (KOFIC), la película ocupó el primer lugar en la taquilla coreana el día de su estreno. Con la mejor apertura del año 2021, batió el récord de Escape from Mogadishu al registrar 154 665 espectadores totales al 11 de agosto de 2021. Mantuvo su primer puesto en la taquilla coreana el segundo día de estreno con una audiencia acumulada de 274 794 espectadores. Por último, habiendo vendido 501 233 billetes en los 4 primeros días de proyección, se convirtió en la segunda película coreana en 2021 en obtener 500 000 espectadores en el período de tiempo más corto. También mantiene su posición número uno en la taquilla coreana.
La película alcanzó un millón de espectadores en el sexto día de su lanzamiento, convirtiéndose así en la película coreana de 2021 más rápida en llegar a esta cifra y batiendo el récord de Escape from Mogadishu. Superó el millón y medio de espectadores en el undécimo día de su lanzamiento.
Según los datos del Korean Film Council (Kofic), ocupa el segundo lugar entre todas las películas coreanas estrenadas en el año 2021, con una recaudación bruta de 14,71 millones de dólares y 1 751 776 entradas al 24 de agosto de 2021.

#### Entradas semanales
Según la red informática integrada de ventas de billetes de cine.
| Entradas y posición en taquilla según la fecha del fin de semana respectivo | Entradas y posición en taquilla según la fecha del fin de semana respectivo | Entradas y posición en taquilla según la fecha del fin de semana respectivo |  |
| Fin de semana                                                               | Entradas (acumuladas)                                                       | Posición en taquilla                                                        |  |
| --------------------------------------------------------------------------- | --------------------------------------------------------------------------- | --------------------------------------------------------------------------- |  |
| A 12 de septiembre de 2021                                                  | 2 170 599                                                                   | 4.ª                                                                         |  |
| A 5 de septiembre de 2021                                                   | 2 111 362                                                                   | 4.ª                                                                         |  |
| A 29 de agosto de 2021                                                      | 1 982 225                                                                   | 2ª                                                                          |  |
| A 22 de agosto de 2021                                                      | 1 657 687                                                                   | 2ª                                                                          |  |
| A 15 de agosto de 2021                                                      | 922 046                                                                     | 1ª                                                                          |  |

### Crítica
Panos Kotzathanasis (HanCinema) recuerda primero que el tema de la vivienda en Seúl es recurrente en el cine surcoreano, e indica que Sinkhole es una película compuesta por dos partes, la primera un drama y comedia social, y la segunda una película de acción y catástrofes. Subraya que la escena más impresionante del filme es la del hundimiento del edificio, pero que a partir de ahí el realismo deja paso a lo inverosímil, aunque la calidad de la producción, así como las interpretaciones, consiguen que sea muy entretenida y justifique su éxito de taquilla.
Jo Eun-ae (Sports Korea), elogia la actuación en general y escribe que «los actores construyen cada personaje de forma densa y muestran una respiración densa». Eun-ae siente que el humor se construye a través de la «dirección de la luz» y el ingenio; y opina que, además de la actuación del reparto, «el espacio y las imágenes espectaculares» contribuyen igualmente a la «sensación perfecta de presencia». Eun-ae concluye la reseña diciendo: «[...] es una lástima que el escenario sea poco realista e irrazonable hacia la segunda mitad. Aún así, es lo suficientemente divertido como un éxito de taquilla de desastres. El mundo desconocido de un sumidero a 500 metros bajo tierra en la pantalla es vertiginoso y fresco hasta el final». 
La periodista de Sports TV News, Kim Hyeon-rok, al comentar la película, escribe: «Incluso si el mundo se derrumba, hay lugar para la risa». Elogia la actuación del reparto y escribe: «Los actores que trabajaron en equipo y se fusionaron con los personajes contribuyeron apropiadamente al devastador desastre y la tragedia armonizados con el humor». Kim Hyeon-rok alaba asimismo la construcción del escenario para la película y la forma en que se representan los temblores del hundimiento, y califica la película como una 'parábola' en sus palabras, «es una locura pero es real».
Choi Young-joo, de CBS No Cut News, elogia la construcción del plató y el uso del cardán para mostrar el temblor real de la casa al hundirse, y escribe que «la vívida entrega del mensaje invita a la audiencia al centro del lugar del desastre». Por otro lado opina que la película ha seguido el patrón establecido de una película de desastres en lugar de sacar a relucir la emoción inherente a tales situaciones. Young-joo siente que en una situación de desastre las víctimas generalmente pierden las ganas de vivir, pero en Sinkhole se demuestra que mantienen la esperanza en el futuro hasta el último momento. Y el resultado es que se elevan a 500 metros del suelo, concluye Young-joo: «quizás el mensaje que la película realmente quería mostrar está aquí».
Jeong Ha-eun, crítica de Sports Seoul, opina que la película es una combinación de dos géneros contrastantes, la comedia y el desastre. Escribe que aunque la película sigue la fórmula de una película de desastres, los actores lo hacen posible con su ingeniosa interpretación. También elogia el entorno del edificio que se hunde y el temblor, que se siente perceptiblemente a través del movimiento del juego de cardán. Al describir las emociones de los personajes durante la operación de rescate, Ha-eun siente que no era fácil empatizar entre las lagunas del proceso de rescate, «... ya que los sentimientos de desesperación quedan en manos de las familias de las víctimas que esperan ansiosamente sin saber si están vivos o muertos en el fondo del suelo».

## Premios y nominaciones
| Año  | Premio                           | Categoría                                 | Nominado      | Resultado | Ref.   |
| ---- | -------------------------------- | ----------------------------------------- | ------------- | --------- | ------ |
| 2021 | 41st Golden Cinema Film Festival | Cinematographers’ Choice Popularity Award | Cha Seung-won | Ganador   | [ 33 ] |
| 2021 | 42nd Blue Dragon Film Awards     | Mejor actor de reparto                    | Lee Kwang-soo | Nominado  | [ 34 ] |
| 2021 | 42nd Blue Dragon Film Awards     | Mejor actor revelación                    | Nam Da-reum   | Nominado  | [ 34 ] |